# 焦点深度
焦点深度（しょうてんしんど）は、カメラにおけるフィルム面に許容される位置精度を表すレンズ光学に関する概念。

## 「焦点深度」と「被写界深度」の違い
焦点深度は写真のピントが合っているように見えるフィルム面の位置の（前後）範囲のことであり、被写界深度は写真のピントが合っているように見える領域の広さのことである。